# Střízlík skalní
Střízlík skalní (Salpinctes obsoletus) je malý druh pěvce z čeledi střízlíkovitých. Jedná se také o jediného představitele rodu Salpinctes.
Dospělci dorůstají 14–16 cm, svrchu jsou tmavě hnědí s jemným tmavším skvrněním, boky jsou světlé, břicho tmavé a končetiny černé. Výrazným znakem je jeho dlouhý, mírně zahnutý zobák.
Hnízdí v suchých skalnatých terénech a v balvanitých svazích v rozmezí od jihozápadní Kanady až po Kostariku. Je částečně tažný, zatímco jižní populace na svých hnízdištích setrvávají po celý rok, severní migrují.
Střízlík skalní se živí především hmyzem a pavouky. Pohárovité hnízdo buduje nejčastěji ve skalních trhlinách. Na ostrově San Benedicto v souostroví Revillagigedo u Mexika existoval poddruh S. o. exsul, který vymřel při sopečné erupci roku 1952.